# Broager Sogn
Broager Sogn er et sogn i Sønderborg Provsti (Haderslev Stift).
Broager Sogn hørte til Nybøl Herred i Sønderborg Amt. I Broager Sogn ligger Broager Kirke. Egernsund Kirke blev bygget 1907-1909, men først i 1959 blev Egernsund Sogn udskilt fra Broager Sogn som selvstændigt sogn.
I den tyske tid blev sogne normalt delt op i flere små kommuner. Uden at være et sogn var Egernsund således en kommune, da den i 1922 blev lagt sammen med Broager sognekommune. Broager Kommune opfyldte dermed størrelseskravet ved kommunalreformen i 1970 og gik uændret igennem. Men den indgik i Sønderborg Kommune ved strukturreformen i 2007.
I sognet findes følgende autoriserede stednavne:
- Borreshoved (areal)
- Brandsnæs (bebyggelse)
- Broager (bebyggelse, ejerlav)
- Broager Mark (bebyggelse)
- Broager Vestermark (bebyggelse)
- Broager Vig (vandareal)
- Broager Østermark (bebyggelse)
- Brunsnæs (bebyggelse)
- Busholm (bebyggelse)
- Bøsbæk Hage (areal)
- Dynt (bebyggelse, ejerlav)
- Dynt Mark (bebyggelse)
- Dynt Strand (bebyggelse)
- Egeskov (bebyggelse, ejerlav)
- Folekobbel (areal)
- Gammelgab (bebyggelse, ejerlav)
- Gammelmark Klinter (areal)
- Iller (bebyggelse, ejerlav)
- Iller Mark (bebyggelse)
- Iller Strand (bebyggelse)
- Klør-Fire (bebyggelse)
- Kobbelskov (areal)
- Kragemade (bebyggelse)
- Kragesand (bebyggelse)
- Krammarkskobbel (bebyggelse)
- Kransmose (bebyggelse)
- Krumbæk (vandareal)
- Lille Dynt (bebyggelse)
- Midtballe (bebyggelse)
- Mølmark (bebyggelse, ejerlav)
- Nederballe (bebyggelse)
- Nejs (bebyggelse)
- Nybøl Nor (bebyggelse)
- Overballe (bebyggelse)
- Rendeløb (bebyggelse)
- Skelde (bebyggelse, ejerlav)
- Skelde Kobbel (bebyggelse)
- Skelde Mark (bebyggelse)
- Skelde Vig (bebyggelse, vandareal)
- Skodsbøl (bebyggelse, ejerlav)
- Smøl (bebyggelse, ejerlav)
- Smølled (bebyggelse)
- Smølvold (areal)
- Spar-Es (bebyggelse)
- Trekroner (bebyggelse)
- Vemmingbund (bebyggelse)
- Vestermark (bebyggelse)
- Ødbjerg (bebyggelse)
- Østerballe (bebyggelse)

## Afstemningsresultat
Folkeafstemningen ved Genforeningen i 1920 gav i Broager Sogn (inkl. Egernsund) 2.323 stemmer for Danmark, 666 for Tyskland. Af vælgerne var 323 tilrejst fra Danmark, 350 fra Tyskland. 